# 香川県道142号造田停車場線
香川県道142号造田停車場線（かがわけんどう142ごう ぞうだていしゃじょうせん）は、香川県さぬき市を通る一般県道である。

## 概要

### 路線データ
- 起点：さぬき市造田野間田（高徳線 造田駅前）
- 終点：さぬき市造田野間田（香川県道37号三木津田線交点）
- 総延長：0.404 km

## 路線状況

### 都市計画道路指定
- 造田駅前線 全線

## 地理

### 通過する自治体
- さぬき市

### 交差する道路
| 交差する道路           | 交差する場所 | 交差する場所 |
| ---------------------- | ------------ | ------------ |
| 香川県道37号三木津田線 | 造田野間田   | 終点         |

### 沿線
- JR四国高徳線 造田駅